# Smith & Wesson Model 640

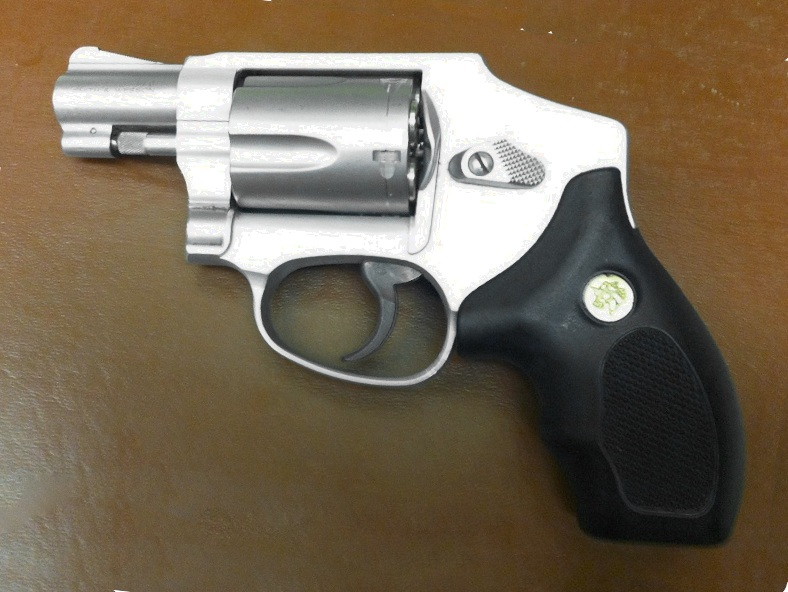
Le S&W 640 Centennial.

Le Smith & Wesson Model 640 ou également appelé Smith & Wesson Centennial est un révolver introduit en 1990 de calibre .38 Special (M640) ou .357 Magnum (New Model 640 en vente depuis 1996). 

## Technique
Il est la version en acier inoxydable (stainless-steel) et tirant en double action seulement du célèbre S&W Model 36. Il fonctionne à double action. Sa visée est fixe ou réglable (versions à canon de 7,6 cm).

## Diffusion
Compact et léger, il est souvent porté  comme arme de secours par les officiers de police et/ou détectives américains, dont ceux du New York Police Department ou les gardes du corps. Les citoyens américains le choisissent pour la défense personnelle car il est fiable et simple d'utilisation et d'entretien. L'apparition des Glock 26/Glock 27 et autres Kahr K9 en limitent les ventes depuis la fin des années 1990.

## Données numériques
640
- Munition : .38 Special,
- Masse du revolver vide  : 560-620 g
- Longueur: environ 159 mm-184 mm
- Canon : 48 mm (le plus courant) 76 mm
- Barillet: 5 coups

642
- Munition : .38 Special,
- Masse du revolver vide  : 450-600 g
- Longueur: environ 159 mm-184 mm
- Canon : 48 mm (le plus courant) 76 mm
- Barillet: 5 coups

New Model 640
- Munition : .357 Magnum,
- Masse du revolver vide  : 650-690 g
- Longueur: environ 167-191 mm
- Canon : 54/76 mm
- Barillet : 5 coups

## Sources
- R. Caranta, Le Pistolet de poche moderne (1878-2003), Crépin-Leblond, 2003
- J. Huon, Encyclopédie de l'Armement mondial, tome 3, Grancher 2012.